# Зверюга, Анатолий Августович
Анатолий Августович Зверюга (9 июня 1908, Ветка, Екатеринославская губерния — 21 сентября 1985, Свердловск) — советский горный инженер и геологоразведчик.

## Биография
Родился 9 июня 1908 года в посёлке рудника «Ветка» (ныне в черте города Донецка) в многодетной шахтёрской семье. Отец, Август Павлович Зверюга (1870—1940), работал счетоводом; мать, Пелагея Евстафьевна Наливайко (1876—1958), — домохозяйка.
После окончания школы 9-летки, в 1924—1927 годах работал крепильщиком на шахте № 8 рудника «Ветка» (Донецк).
В 1931 году окончил Днепропетровский горный институт, геологоразведочный факультет.
В 1931—1932 годах работал на Зангезурском горно-обогатительном комбинате в Армении.
В 1933—1935 годах руководил поисковой партией в Киргизии, где открыл Кумбельское шеелитовое месторождение, сыгравшее важную роль в обеспечении оборонной промышленности СССР в годы Великой Отечественной войны.
В 1935 году служил в РККА. В 1935—1938 годах занимался разведкой месторождений олова и вольфрама в Восточном Казахстане.
В сентябре 1938 — июне 1941 года работал рудничным геологом шахтоуправления имени Ильича и начальником геологосъёмочной партии треста «Рудоразведка» (Криворожье). Под научным руководством Н. П. Семененко и П. М. Каниболоцкого и совместно с Я. Н. Белевцевым и П. М. Рудницким участвовал в крупномасштабном стурктурно-геологическом картировании Криворожского железорудного бассейна. Результатом этих работ была определена стратиграфическая схема Саксаганской серии, установлено её 7 железорудных горизонтов в среднем отделе, на основе чего определена геологическая структура бассейна, многофазная история его тектоники.
В сентябре-ноябре 1939 года участвовал походе в Западную Белоруссию и Украину, командир артиллерийского взвода 300-гo артиллерийского полка. В годы Великой Отечественной войны — преподаватель Куйбышевского военного училища связи, старший техник-лейтенант.
После демобилизации из армии до марта 1950 года работал главным геологом Криворожского геологоразведочного треста: провёл оценку запасов железной руды Саксаганского «целика» для обоснования отвода русла реки Саксагань и строительства шахты «Гигант», составил геологическое заключение по железистым кварцитам для Южного ГОКа, разработал методику и провёл геологоразведочные работы, позволившие в послевоенной пятилетке получить прирост запасов железной руды в 450 млн тонн и привести в соответствие новой инструкции по классификации запасов (1948) ранее утверждённые запасы руд в 500 млн тонн.
В 1950—1954 годах работал в геологоразведочных организациях в Мурманской области, Казахстане и Алтае. В 1954—1956 годах был в служебной командировке в Албании, где открыл и подготовил к разработке меднопорфировое месторождение Курбнеши.
В 1956—1972 годах работал на Урале: в тресте «Уралцветметразведка» и Уральском геологическом управлении: участвовал в разведке Красногвардейского медноколчеданного и Липовского никелевого месторождений, внедрял новые технологии бурения и обработки геологической информации.
Умер 21 сентября 1985 года в Екатеринбурге, где и похоронен на Нижне-Исетском кладбище.

### Семья
Жена, София Николаевна Компанец (1923—2008) — инженер-геолог.

## Профессиональная деятельность
Специалист в области разведки медных, вольфрамовых и железных руд. Автор 4 изобретений в области буровой техники, более 20 рационализаторских предложений. Участник ВДНХ СССР (1965, 1973).

## Награды
- Орден «Знак Почёта» (1963);
- Медаль «За восстановление предприятий чёрной металлургии Юга» (1948);
- Медаль «В ознаменование 100-летия со дня рождения Владимира Ильича Ленина» (1970);
- Медаль «За заслуги в разведке недр»;
- Медаль «Ветеран труда»;
- Знак «Отличник разведки недр»;
- Медаль «За победу над Германией в Великой Отечественной войне 1941—1945 гг.» (1945);
- Орден Труда (Албания) 1-й степени (1956);
- Другие медали.